# Carmichael n.º 109
Carmichael n.º 109 es un municipio rural canadiense situado en la provincia de Saskatchewan.

## Superficie
Carmichael n.º 109 tiene una superficie de 839,45 km².

## Demografía
En 2021, tenía 462 habitantes, una densidad poblacional de 0,6 hab./km², y 102 viviendas.